# 呼口大桥
呼口大桥位于中国黑龙江省哈尔滨市，是跨越呼兰河河口的一座桥梁。2011年4月1日开工，2014年8月通车。
大桥全长1888米，宽36米，双向6车道。连接呼兰区和松北区，设计时速60km/h。